# アフィニス文化財団
公益財団法人アフィニス文化財団（こうえきざいだんほうじん あふぃにすぶんかざいだん）は、日本の公益法人である。

## 沿革
1988年（昭和63年）日本たばこ産業株式会社の出捐により、「音楽を中心とした芸術文化の振興を図り、我が国の文化の向上発展に寄与する」ことを目的として設立。2012年(平成24年)に公益財団法人となり、2020年（令和2年）現在に至る。

## 概要
芸術文化、とりわけ音楽を中心とした領域での文化普及活動を行うとともに、芸術家の研鑽に対する助成などを行って、芸術文化の振興を図り、もって我が国の文化の向上発展に寄与することを目的とする。
具体的には、国内プロオーケストラが更なる成長に向け、国内プロオーケストラが主催する優れた公演に対して助成を行うとともに、楽団に所属する演奏家に対して、世界で活躍している一流演奏家を招聘して行うアフィニス夏の音楽祭、室内楽の取組みを奨励するアフィニス・アンサンブル・セレクション（室内楽公演）の開催、新たな成長のきっかけとなる海外研修への助成など、様々な研鑽機会を提供。また芸術文化に関する調査研究なども行っている。
財団の名前の由来は、“親密な関係”“隣人”という意味を持つラテン語の『アフィニス（Affinis）』。
日本では、『ニコチアナ・アフィニス』という、美しく可憐な花をつける花たばこの呼び名として知られおり、花言葉は、“ふれあい”“信頼”。
文化を通じて“ふれあい”を求め、その輪を広げていきたいという願いが込められている。
これまでに、「渡邉暁雄音楽基金音楽賞・特別賞」(2000年、2009年）や「文化庁創立50周年記念表彰」（2018年）を受賞するなど、日本国内のクラシック音楽に携わる者たちにとっての貢献は大きい。

## 役員
理事長・評議員のみ記した。他の役員は外部リンクを参照のこと。（2020年6月現在）
- 理事長 涌井洋治（元大蔵省主計局長、前JT会長）
- 評議員 佐藤禎一（元文部事務次官、元ユネスコ代表部大使）
- 評議員 永井多恵子（元NHKアナウンサー、解説委員、副会長、公益財団法人せたがや文化財団理事長）
- 評議員 中村孝義（学校法人大阪音楽大学理事長）
- 評議員 廣渡清栄（日本たばこ産業株式会社代表取締役副社長）